# Ałła Grinfeld
Ałła Berkowna Grinfeld, ros. Алла Берковна Гринфельд (ur. 16 kwietnia 1953) – rosyjska szachistka, reprezentantka Stanów Zjednoczonych od 2001, arcymistrzyni od 1996 roku.

## Kariera szachowa
W latach 70. kilkukrotnie uczestniczyła w finałach indywidualnych mistrzostw Związku Radzieckiego kobiet. W turniejach międzynarodowych zaczęła startować po rozpadzie ZSRR, odnosząc kilka sukcesów, m.in. I m. w turnieju Bohemians w Pradze (1991) oraz I m. w Silvaplanie (1993). W 1997 zakończyła czynną karierę sportową.
Najwyższy ranking w karierze osiągnęła 1 stycznia 1987, z wynikiem 2305 punktów dzieliła wówczas 31-33. miejsce (wspólnie z Margaritą Wojską i Ludmiłą Zajcewą) na światowej liście FIDE, jednocześnie dzieląc 13-14. miejsce wśród radzieckich szachistek.